# 孟菲斯大学
孟菲斯大學（英语：University of Memphis，简称：UofM），始创于1912年，是一所位於美國田納西州孟菲斯的研究型公立大學，目前在校学生人数高达22,000人。

## 沿革

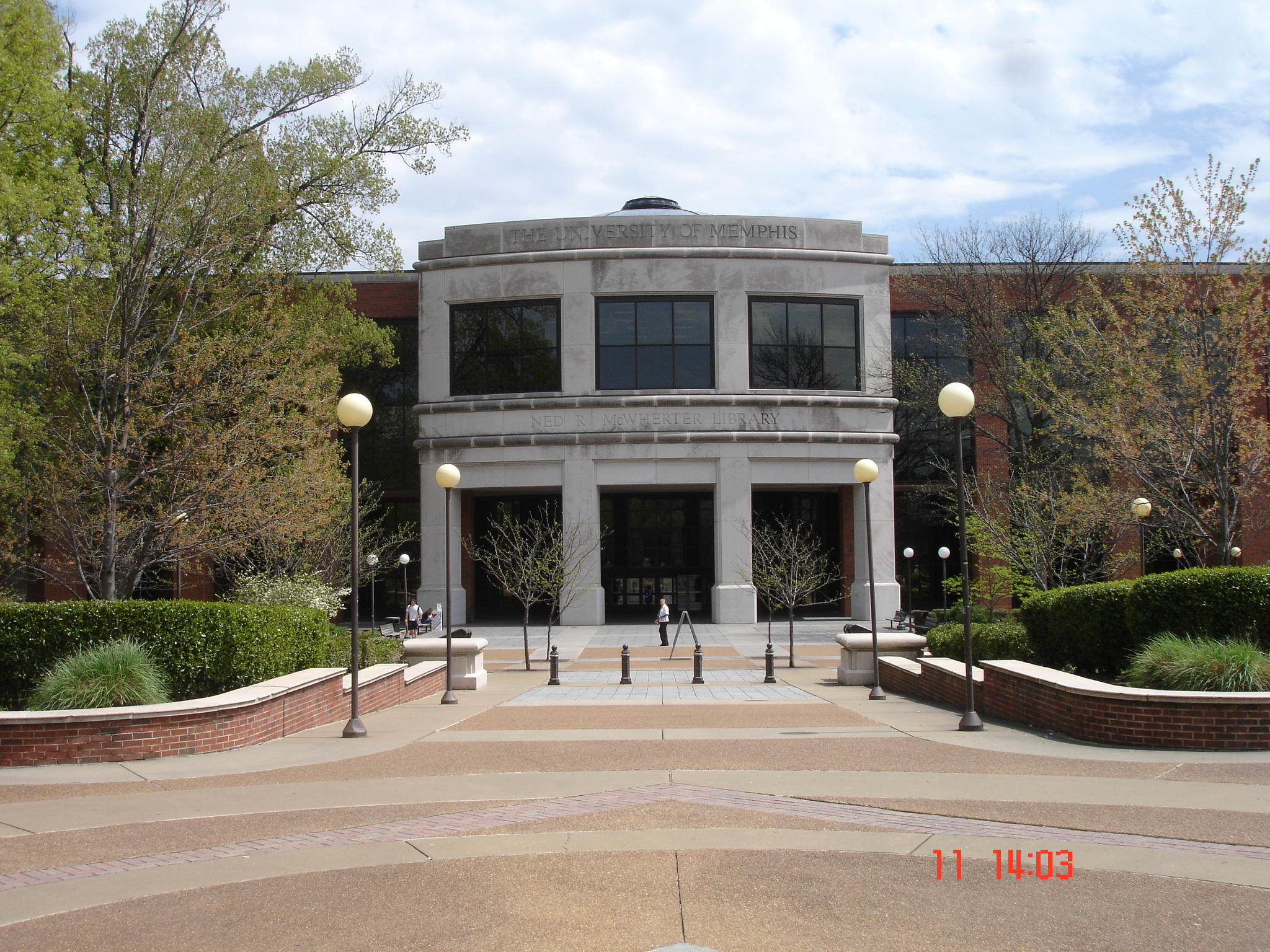
奈德·麦克沃德图书馆

1909年，美国田纳西州立法院（Tennessee Legislature）通过并颁布实行了“通识教育法案” （General Education Bill）。该法案要求州政府在田纳西州的三个主要区域内，即东田纳西（East Tennessee）、中田纳西（Middle Tennessee）以及西田纳西州（West Tennessee）分别开设一所大学，除此之外还要设立一所黑人专属高校。经过一番激烈的讨论、策划和竞标之后，摆在州政府面前的关于西田纳西州建校地址的选择只剩下两个：杰克逊（Jackson）和孟菲斯。州政府最终选择了在孟菲斯建立学校，其中一个最主要的原因是当时州政府即将修建一条途径孟菲斯的铁路，而州政府认为建成后的铁路可以方便大学师生在课余时间回家探望亲友。得益于“通识教育法案”而建立的其他另外三所大学分别是东田纳西州立大学 （East Tennessee State University）， 中田纳西州立大学 （Middle Tennessee State University），以及田纳西州立大学（Tennessee State University）。
1912年9月10日，西田纳西师范学校（West Tennessee Normal School）在孟菲斯正式开学。 1925年，学校更名为西田纳西州立教师学院（West Tennessee State Teachers College）。1943年，学校在原有基础上增设了文学类课程并再度改名，新校名为孟菲斯州立学院（Memphis State College）。1951年，孟菲斯州立学院获得资质认证，被允许授予毕业生学士学位。1957年，学校获得了大学资质并随之改名为孟菲斯州立大学（Memphis State University）。1994年7月1日，学校正式更名为孟菲斯大学（University of Memphis）并沿用至今。

## 校园

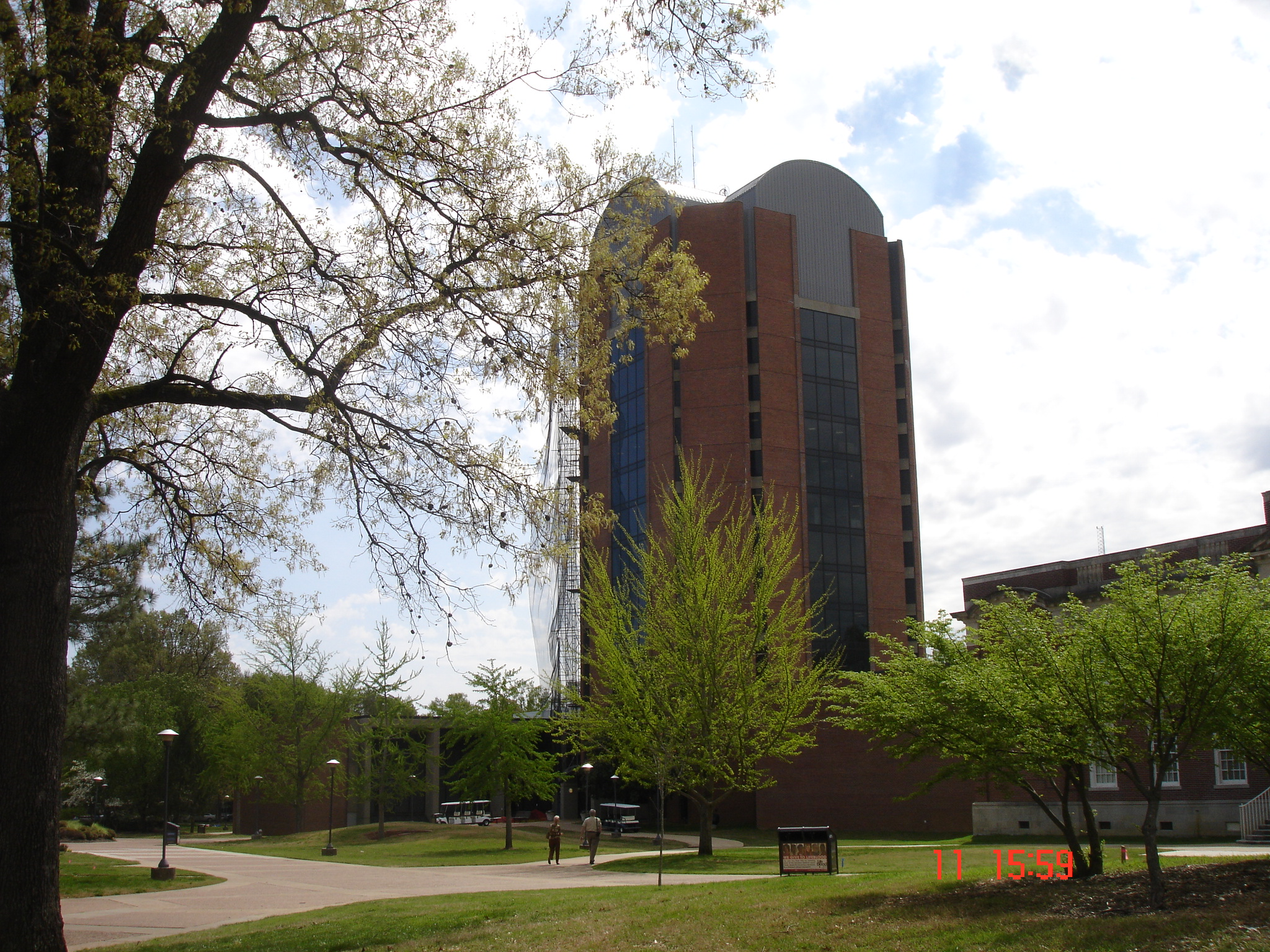
约翰沃尔德塔

孟菲斯大学的校区位于孟菲斯市中心东面约 5英里（8.0） ，属于大学区（University District）。校园占地面积约为1,160英畝（4.7平方），校园内历史性建筑，建校初期的核心建筑群约为30英畝（120,000平方）。
约翰沃尔德塔（John S. Wilder Tower）是孟菲斯大学主校区内最高建筑。
除主校区外，孟菲斯大学另有三座分校区：派克大道校区（Park Avenue Campus）、市中心法学院校区（Downtown Law School Campus）以及蓝布斯校区（Lambuth Campus）。派克大道校区由于其地理位置处于主校区的正南方向，也曾经被称为“南校区”。1942年至1967年之间，派克大道校区的土地曾被作为肯尼迪荣军疗养院（Kennedy Veterans Hospital）。荣军院撤销后，该处土地则由美国联邦政府赠予孟菲斯大学，原属于荣军院的建筑已全被拆除。法学院校区在2010年才正式设立并且开放给师生，在此之前法学院校区的主楼是美国联邦法院的一处分设法庭。蓝布斯校区位于孟菲斯东面的杰克逊，距离主校区距离最远，约有80英里（130）。该校区原为蓝布斯大学（Lambuth University）的校址，但是蓝布斯大学在多年前就已经并入孟菲斯大学。从2011年开始，孟菲斯大学陆续在蓝布斯校区开设课程，第一批在该校区入学的学生有246人。2018年，在该校区入学和就读的学生首次超过1,000人。

## 知名校友
- 迪克西·卡特，演员、在《绝望的主妇》中饰演 Gloria Hodge
- 丹·阿格拉，美國職業棒球大聯盟运动员
- 弗雷德·汤普森，美国政治家
- 德瑞克·羅斯，美国NBA運動員，史上最年輕例行賽MVP

## 相关学校
- 东田纳西州立大学（East Tennessee State University）
- 中田纳西州立大学（Middle Tennessee State University）
- 田纳西州立大学（Tennessee State University）